# Diazotización
La diazotización (del prefijo di-, separar, y azote, nitrógeno en francés) es el proceso químico mediante el cual una amina aromática primaria rompe su cadena cíclica para convertirse en un compuesto de diazonio. La preparación y reacciones de las sales de diazonio se identificaron por primera vez en 1858 y fueron la base de los tintes sintéticos y varias más industrias químicas en Europa. En la diazotización, se añade nitrito de sodio  a una disolución de amina en una solución acuosa ácida a 5 °C. El amino reacciona con el nitrito de sodio dando lugar a una nitrosamina. 
La reacción en general es simple y muy general. Sustitutos de todos tipos, como alquilos, halógenos, hidroxilos, ácidos sulfónicos, pueden presentarse en cualquier posición del compuesto. Aminas heterocíclicas, como las aminopiridinas pueden ser también diazotizadas.
- Datos: Q904021